# Dragan Espenschied

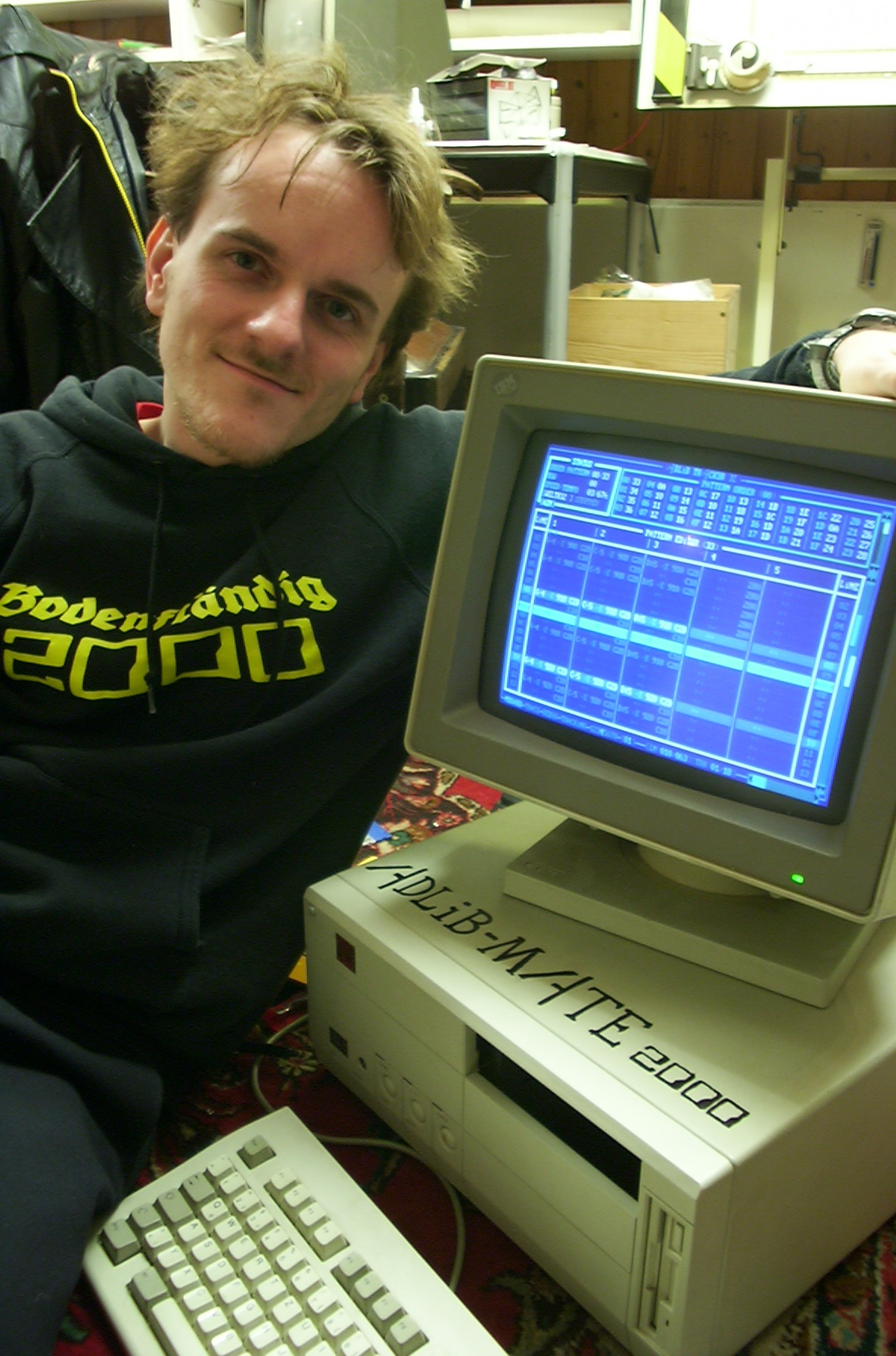
Dragan Espenschied (2000)

Dragan Espenschied (* 1975 in München) ist ein deutscher Chiptune-Musiker und Medienkünstler.

## Leben
Espenschied studierte an der Merz Akademie in Stuttgart Kommunikationsdesign und entwickelte ab 1991 Software für Atari-Computer. 1995 gründete er zusammen mit Bernhard Kirsch die Chiptune-Band Bodenständig 2000, die einen Plattenvertrag beim Londoner Electronica-Label Rephlex Records erhielt und Auftritte in Europa und den USA mit sich brachte. Gemeinsam mit Alvar Freude entwickelte Espenschied unter anderem das interaktive Internet-Projekt Assoziations-Blaster, in dem Benutzer Beiträge schreiben können, welche durch nichtlineare Echtzeitverknüpfungen mit bereits bestehenden Texten verbunden werden. 2003 begann die Zusammenarbeit mit der Netzkunst-Pionierin Olia Lialina.
Nach dem Abschluss seines Studiums an der Merz Akademie in Stuttgart unterrichtete Espenschied dort Programmierung und Interaktivität im Bereich Interface Design.
Seit 2014 ist er Archivar für digitale Kunst am New Yorker Medienkunst-Projekt Rhizome.

## Werke
Zusammen mit Alvar Freude:
- Assoziations-Blaster (1998)
- insert_coin (2001)
- FreedomFone (2001)
- Omni-Cleaner (2002)

Zusammen mit Olia Lialina:
- Zombie and Mummy (2000)
- Online Newspapers (2004)
- Frozen Niki (2006)
- With Elements of Web 2.0 (2006)
- Midnight (2006)

## Auszeichnungen und Nominierungen
- 1999: Ettlinger Internet-Literatur-Wettbewerb für das Projekt Assoziations-Blaster (gemeinsam mit Alvar Freude)[3]
- 2001: Medienkunstpreis für die Diplomarbeit insert_coin (gemeinsam mit Alvar Freude)
- 2001: Nominierung beim Viper Award für das Projekt Assoziations-Blaster (gemeinsam mit Alvar Freude)
- 2002: Nominierung beim Prix Ars Electronica für das Projekt Assoziations-Blaster (gemeinsam mit Alvar Freude)
- 2004: People’s Voice in der Kategorie Net Art der Webby Awards für das Projekt Gravity